# Grand Prix Formule 1 van Japan 2003
De Grand Prix Formule 1 van Japan 2003 werd gehouden op 12 oktober 2003 op Suzuka in Suzuka.

## Uitslag
| Positie | Nummer | Rijder                | Team               | Ronden | Tijd/Opgave | Startplaats | Punten |
| ------- | ------ | --------------------- | ------------------ | ------ | ----------- | ----------- | ------ |
| 1       | 2      | Rubens Barrichello    | Scuderia Ferrari   | 53     | 1:25:11.743 | 1           | 10     |
| 2       | 6      | Kimi Räikkönen        | McLaren - Mercedes | 53     | +11.085     | 8           | 8      |
| 3       | 5      | David Coulthard       | McLaren - Mercedes | 53     | +11.614     | 7           | 6      |
| 4       | 17     | Jenson Button         | BAR-Honda          | 53     | +33.106     | 9           | 5      |
| 5       | 7      | Jarno Trulli          | Renault            | 53     | +34.269     | 20          | 4      |
| 6       | 16     | Takuma Sato           | BAR-Honda          | 53     | +51.692     | 13          | 3      |
| 7       | 21     | Cristiano da Matta    | Toyota             | 53     | +56.794     | 3           | 2      |
| 8       | 1      | Michael Schumacher    | Scuderia Ferrari   | 53     | +59.487     | 14          | 1      |
| 9       | 9      | Nick Heidfeld         | Sauber - Petronas  | 53     | +1:00.159   | 11          |        |
| 10      | 20     | Olivier Panis         | Toyota             | 53     | +1:01.844   | 4           |        |
| 11      | 14     | Mark Webber           | Jaguar Racing      | 53     | +1:11.005   | 6           |        |
| 12      | 4      | Ralf Schumacher       | Williams-BMW       | 52     | +1 Ronde    | 19          |        |
| 13      | 15     | Justin Wilson         | Jaguar Racing      | 52     | +1 Ronde    | 10          |        |
| 14      | 12     | Ralph Firman          | Jordan-Ford        | 51     | +2 Rondes   | 15          |        |
| 15      | 19     | Jos Verstappen        | Minardi - Cosworth | 51     | +2 Rondes   | 17          |        |
| 16      | 18     | Nicolas Kiesa         | Minardi - Cosworth | 50     | +3 Rondes   | 18          |        |
| Ret     | 11     | Giancarlo Fisichella  | Jordan-Ford        | 33     | Benzine     | 16          |        |
| Ret     | 8      | Fernando Alonso       | Renault            | 17     | Motor       | 5           |        |
| Ret     | 10     | Heinz-Harald Frentzen | Sauber - Petronas  | 9      | Motor       | 12          |        |
| Ret     | 3      | Juan Pablo Montoya    | Williams-BMW       | 9      | Hydrauliek  | 2           |        |

## Wetenswaardigheden
- Laatste race: Ralph Firman, Justin Wilson, Nicolas Kiesa, Heinz-Harald Frentzen, Jos Verstappen.
- Takuma Sato behaalde een zesde plaats in zijn eerste en enige Grand Prix van het seizoen.
- Ralf Schumacher spinde drie keer in deze race, waarvan een keer met zijn broer Michael.
- Dit is, tot op heden, de laatste Grand Prix van Japan die de laatste Grand Prix van het seizoen was.

## Statistieken
| Snelste ronde | Ralf Schumacher | Williams-BMW | 1:33.408 |

## Noot
- Dit was de vierde opeenvolgende en zesde wereldtitel in totaal voor Michael Schumacher en voor een Duitse coureur. Door zijn titel voor de derde keer op rij succesvol te verdedigen evenaarde Schumacher het record van Juan Manuel Fangio (1957) en door zijn zesde wereldtitel te veroveren, verbrak hij het record van Fangio (5), qua aantal wereldkampioenschappen.

1976 · 1977 · 1987 · 1988 · 1989 · 1990 · 1991 · 1992 · 1993 · 1994 · 1995 · 1996 · 1997 · 1998 · 1999 · 2000 · 2001 · 2002 · 2003 · 2004 · 2005 · 2006 · 2007 · 2008 · 2009 · 2010 · 2011 · 2012 · 2013 · 2014 · 2015 · 2016 · 2017 · 2018 · 2019 · 2022 · 2023 · 2024 · 2025